# Papous
Pour les articles homonymes, voir Papou.

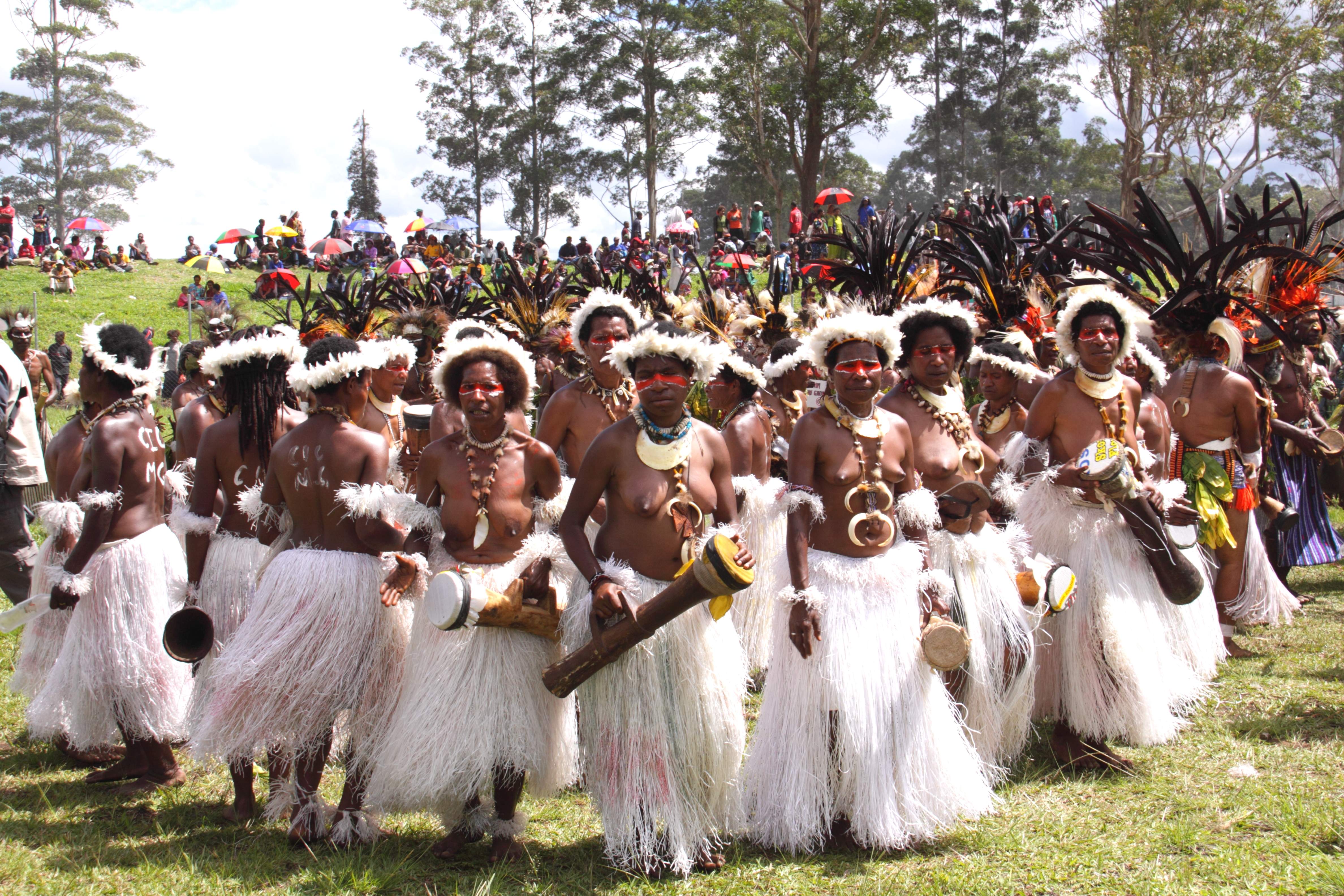
Danse traditionnelle.

On appelle Papous les populations autochtones de la Nouvelle-Guinée, une île de l'Océanie proche et de la Mélanésie en bordure de l'océan Pacifique, partagée entre la Nouvelle-Guinée occidentale sous souveraineté indonésienne et la Papouasie-Nouvelle-Guinée.

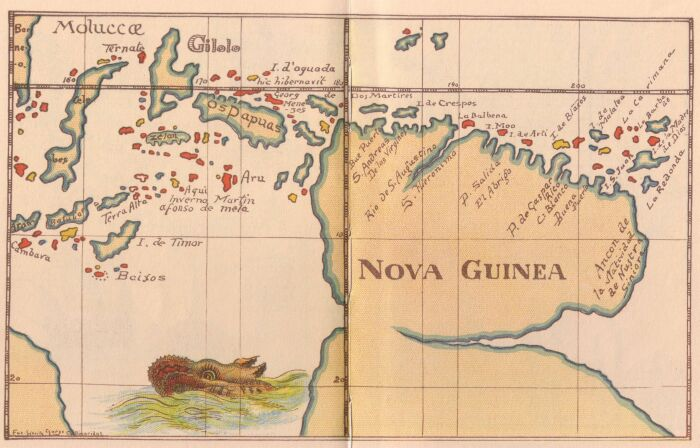
Carte des Moluques et de la Nouvelle-Guinée, en espagnol et portugais, c. 1600. On remarquera, entre les deux, une île portant la mention "Os Papos", "les Papous".

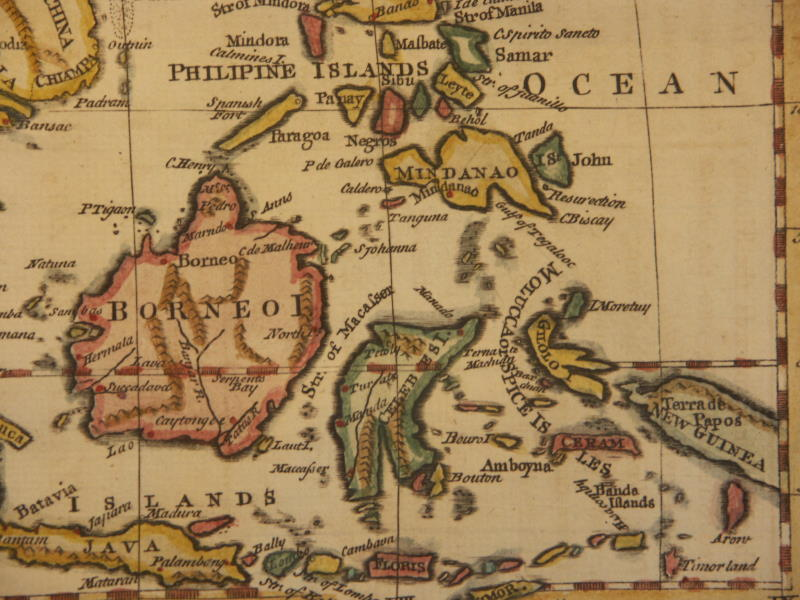
Carte anglaise de 1752 montrant que la Nouvelle-Guinée occidentale y est également appelée Terra de Papos.

## Étymologie
L'origine du nom "Papou" est discutée. Il aurait été introduit en 1526 par l'explorateur portugais Jorge de Meneses. Au début du XVIe siècle en tout cas, les Espagnols, établis aux Philippines, et les Portugais, installés dans les Moluques, appellent « îles Papoues » l’archipel situé au nord de Céram, une île de l’archipel des Moluques, et à l’est de Halmahera, une autre île des Moluques. Ainsi Tomé Pires mentionne dans sa Suma Oriental une île qu’il nomme « Papua » . Des cartes portugaises du XVIe siècle mentionnaient une île à l’est des Moluques nommée « Papoia ». Plus tard, le nom de « Terra de Papos » désignera une île que les Espagnols avaient initialement baptisée Nova Guinea.
L'ethnologue français Christian Pelras, spécialiste du sud de l'île de Célèbes, écrit que des cartes établies au XVIIIe siècle par les Bugis du Sulawesi du Sud mentionnent le nom de « Papua » pour désigner la Nouvelle-Guinée. Des auteurs européens du XIXe siècle reprennent le mot. L’orientaliste anglais William Marsden parle ainsi des « Papuah islands ». Le géographe français Grégoire Louis Domeny de Rienzi écrit qu’il avait proposé en 1826 de nommer la Nouvelle-Guinée « Papouasie ».
L’étymologie du nom la plus couramment citée est une expression, "puah-puah", qui signifierait « frisé » en malais. Ce mot figure dans un dictionnaire publié en 1852 par l'administrateur colonial britannique John Crawfurd, qui écrit que les Javanais et les Malais appellent la Nouvelle-Guinée "Tanah Puwah-Puwah", « le pays des [hommes] crépus » . D'après le naturaliste Alfred Wallace, le mot est issu du malais puwah-puwah ou papuwah qui signifie « crépu » . Si cette étymologie est correcte, elle est révélatrice de la perception qu’avait de l’île le monde extérieur. En 1545, les Espagnols l’avaient en effet baptisée « Nouvelle-Guinée » en référence à la peau noire et aux cheveux frisés de ses habitants, qui leur rappelaient ceux de la Guinée.

## Histoire
Les éléments connus à ce jour montrent que les Papous descendent des premiers habitants de la Nouvelle-Guinée, arrivés à une époque (aux alentours de la dernière glaciation, soit il y a environ 21 000 ans) où l'île était reliée au continent australien, formant la masse continentale appelée Sahul. La paléontologue néerlandaise Mariska van der Plas écrit que « pour la Papouasie-Nouvelle-Guinée l’idée est que la population de l’intérieur, qu’on supposait être des Négritos, sont en fait simplement des populations de Papouasie-Nouvelle-Guinée adaptées à la vie dans une forêt tropicale montagneuse aux ressources nutritionnelles limitées […] par une stature diminuée ». 
Auparavant, l'Australie avait été peuplée par des migrations depuis l'actuel continent asiatique qui auraient eu lieu il y a au moins 40 000 ans, à la suite de la sortie d'un groupe d'Homo sapiens d'Afrique il y a 60 000 à 70 000 ans. Ces migrations vers l'Australie étaient possibles car à l'époque, le niveau des mers était plus bas qu'actuellement. Des migrations ont pu également avoir eu lieu depuis l'Asie vers la Nouvelle-Guinée et les îles Salomon.
On estime que les Papous commencent à pratiquer l'agriculture vers 7000 av. J.-C. Ils domestiquent la canne à sucre et des racines. Il se peut qu'ils domestiquent également le porc vers cette époque. Vers 3000 av. J.-C., l'agriculture papoue maîtrise l'eau pour l'irrigation.
Il y a 5 000 à 6 000 ans, le niveau général des mers est remonté pour atteindre la situation actuelle, coupant ces populations du continent asiatique, en créant des bras de mer plus importants.
Par ailleurs il y a 5 000 ans, des habitants du littoral de la Chine du Sud, cultivateurs de millet et de riz, commencent à traverser le détroit pour s'installer à Taïwan. Il y a 4 000 ans, des migrations ont lieu de Taïwan vers les Philippines. De nouvelles migrations commencent bientôt des Philippines vers l'archipel indonésien. Vers 1 500 av. notre ère, un autre mouvement mène des Philippines en Nouvelle-Guinée et au-delà, les îles du Pacifique. Ces Austronésiens apportent aux habitants du littoral des techniques, notamment dans la navigation, leur langue, et créent la civilisation de Lapita.
La côte nord de la Nouvelle-Guinée et les îles voisines, aussi bien du côté indonésien que de la Papouasie-Nouvelle-Guinée, est ainsi une mosaïque linguistique dans laquelle se juxtaposent des langues austronésiennes et des langues dites « papoues ». Sur la côte nord de la Papouasie-Nouvelle-Guinée, le mythe des frères Kulabob, un pêcheur à la peau claire, et Manup, un chasseur à la peau foncée, raconte cette expansion austronésienne, il y a quelque trois mille ans, symbolisée par Kulabob, dans une région déjà peuplée par des « Australo-Mélanésiens », représentés par Manup . 
Il existe des relations anciennes entre l’ouest de la Nouvelle-Guinée et le reste de l'archipel indonésien. Ainsi le Nagarakertagama, poème épique écrit en 1365 dans le royaume javanais de Majapahit, mentionne « Sorong », aujourd'hui une ville située sur la côte, parmi les quelque cent « contrées tributaires » du royaume. En réalité, le territoire contrôlé par Majapahit ne s'étendait que sur une partie de l'est et du centre de Java. Les contrées tributaires étaient en fait des comptoirs formant un réseau commercial dont Majapahit était le centre. Majapahit y envoyait des dignitaires, les bujangga, dont le rôle était de s'assurer que ces comptoirs ne s'adonnaient pas à un commerce privé qui échapperait au royaume
Les Moluques aussi ont des relations anciennes avec l’ouest de la Nouvelle-Guinée, sous forme d'échanges aussi bien cérémoniels que matériels. Ainsi, l'île indonésienne de Banda notamment commerçait avec certaines parties de la Nouvelle-Guinée. Le sultanat de Bacan, vassal de celui de Tidore, revendiquait la suzeraineté sur les îles Raja Ampat près de la côte occidentale de la Nouvelle-Guinée. Des marchands des îles Kei et Aru, situées au sud des Moluques, avaient des relations avec la Nouvelle-Guinée.
Dans la foulée de la conquête de Malacca en 1511 Afonso de Albuquerque, vice-roi des Indes portugaises, envoie aux Moluques deux de ses lieutenants, Antonio de Abreu et Francisco Serrano. À leur retour à Malacca, les deux hommes rapportent avoir vu des hommes totalement différents des Malais. Il s’agit d’esclaves de Nouvelle-Guinée.  
En 1660 la VOC (Compagnie néerlandaise des Indes orientales), installée depuis 1605 aux Moluques, qui ne s’intéresse pas à cette île, attribue la suzeraineté sur les habitants de la Nouvelle-Guinée au sultan de Tidore . Ce n'est en effet qu'en 1828 que les Néerlandais fonderont sur la côte sud de la partie de l’île, qu'ils surnomment « Vogelkop » (« Tête d’oiseau ») en raison de sa forme, à l’emplacement de l’actuelle ville de Lobo, un fort qu’ils baptisent Fort Du Bus, d’après le nom du gouverneur des Indes néerlandaises de l’époque, le vicomte Léonard du Bus de Gisignies (1780-1849). 
Pendant longtemps, le monde extérieur ne connaît de la Nouvelle-Guinée que le littoral. « Papous » désigne donc initialement les habitants des zones côtières. Ce n’est que dans le dernier quart du XIXe siècle que les Européens commencent l’exploration de l’intérieur de l’île. Entre 1905 et 1910, des contacts sont établis avec des populations marginales des hauts plateaux de l’intérieur . Les vallées de l’intérieur et leurs populations ne sont « découvertes » que dans les années 1920-1930. Par extension, les habitants de l’intérieur sont également appelés « Papous ». 

## Papouasie-Nouvelle-Guinée

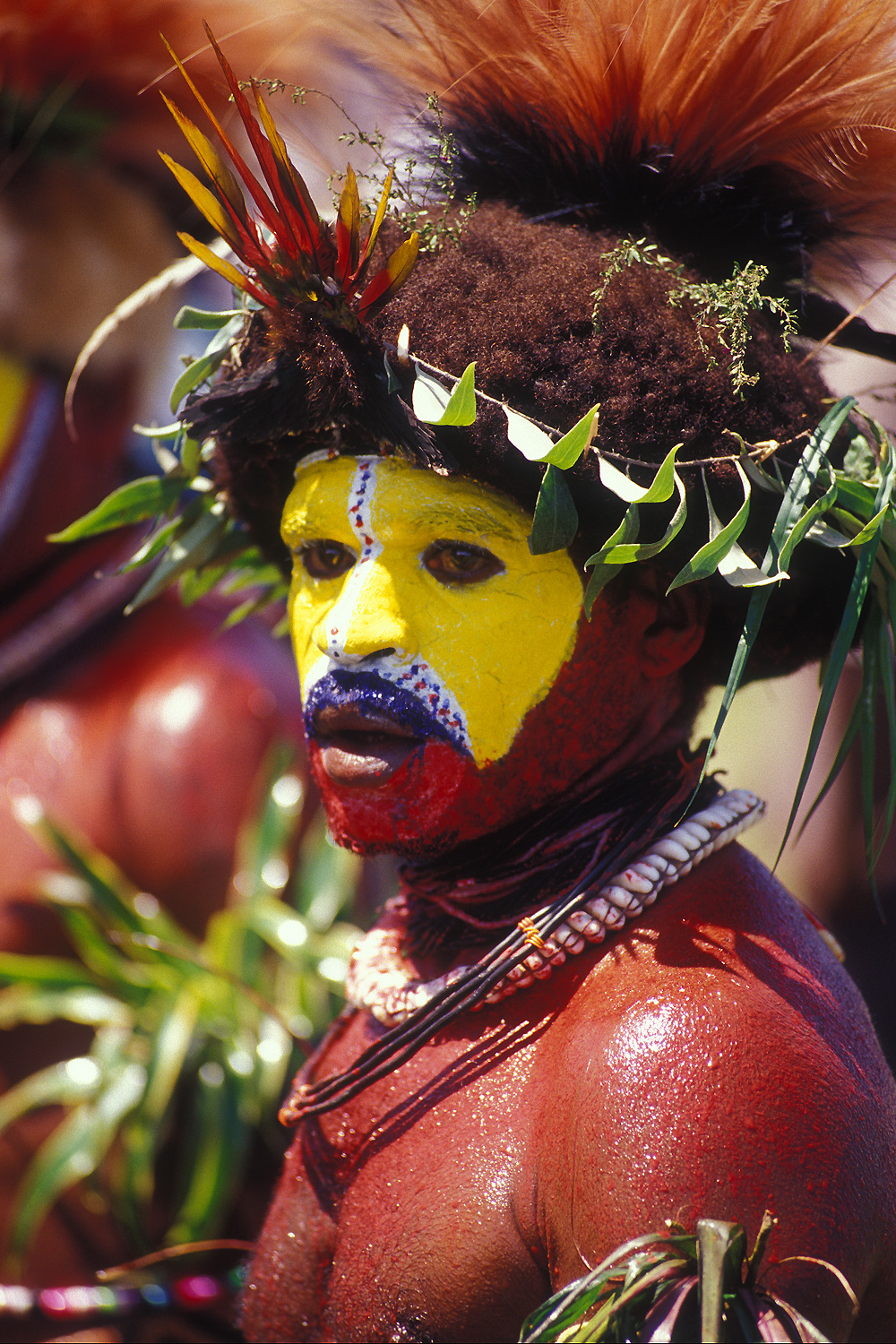
Un Huli des Hautes-Terres méridionales de la Papouasie-Nouvelle-Guinée.

La population de la Papouasie-Nouvelle-Guinée est l'une des plus hétérogènes au monde. Le pays compte plusieurs centaines de groupes ethniques. Les groupes papous représentent 78 %, devant les Mélanésiens, les Chinois, les Blancs et les métis, de plus en plus nombreux[réf. nécessaire].
La Papouasie-Nouvelle-Guinée est le pays où l'on dénombre le plus de langues différentes : plus de huit cents recensées au total.

## Indonésie
La Nouvelle-Guinée occidentale, qui faisait partie des Indes néerlandaises, avait été exclue du transfert de souveraineté du royaume des Pays-Bas à la république des États-Unis d'Indonésie en 1949. Les deux parties étaient convenues que le statut du territoire ferait l’objet de discussions l’année suivante . Cette question est régulièrement débattue à l’assemblée générale des Nations unies durant les années 1960 sans qu'aucune résolution ne soit adoptée. Excédé, le président Soekarno décrète en 1961 une mobilisation pour la « libération de l’Irian ». Sous la pression des Américains, soucieux de ne pas voir l'Indonésie basculer dans le camp de l’Union soviétique, les Néerlandais acceptent de négocier . L’administration du territoire est transférée aux Nations unies en 1962 et à l’Indonésie en 1963.
En 1967, la compagnie minière américaine Freeport signe avec le gouvernement de Soeharto un contrat pour l’exploration du site de l’Ertsberg, un ancien piton rocheux d'environ 3 600 mètres d'altitude découvert en 1936 dans le territoire par le géologue néerlandais Jean Jacques Dozy. Des forages confirment l’existence d’un gisement de cuivre. En 1987, Freeport découvre dans la même région la mine de Grasberg, la plus grande mine d'or et la troisième plus importante mine de cuivre au monde. 
Depuis cette époque, l’armée et la police indonésiennes sont responsables de violences et de tueries à grande échelle en Nouvelle-Guinée occidentale, dont notamment le massacre par bombardement aérien de milliers de civils dans le kabupaten de Jayawijaya en 1977, l’utilisation de napalm et d’armes chimiques contre des villageois en 1981, et le meurtre de trente-deux personnes à Wamena en octobre 2000. Elles sont également responsables de nombreux assassinats . On estime au total à au moins 100 000 le nombre de morts papous durant ces massacres[réf. nécessaire].

### Autonomie spéciale
La loi no 21 de 2001 portant « autonomie spéciale pour la province de Papouasie » établit que le nom de la province, anciennement « Irian Jaya », s'appelle désormais « Papua » (article 1, alinéa a).
L’« autonomie spéciale » est définie comme « une autorité spéciale reconnue et accordée à la province de Papua de régler et de gérer les intérêts de la population locale selon sa propre initiative sur la base des aspirations et des droits fondamentaux de la population de Papua » (article 1, alinéa b).
Le « Conseil du peuple papou » est défini comme « une représentation culturelle des autochtones de Papua, qui possède une certaine autorité dans le cadre de la protection des droits des autochtones de Papua » (article 1, alinéa g).
La loi reconnaît à la province le droit de posséder des emblèmes du territoire, « symbole culturel de l’identité des Papous, sous la forme d’un drapeau et d’un hymne qui ne sont pas instaurés comme des symboles de souveraineté » (article 1, alinéa h).
La subdivision d’un kabupaten (département) ou d’une kota (ville), auparavant appelée kecamatan, s'appelle désormais un « distrik ».
Un « kampung » (village) ou toute autre dénomination est une « unité légale de population ayant autorité pour régler et gérer les intérêts de la population locale sur la base de la coutume locale reconnue dans le système de gouvernement national » (article 1, alinéa l).
La coutume (adat) est définie comme « les pratiques reconnues, observées, et institutionnalisées par la population locale de façon ancestrale » (article 1, alinéa o).
Une « communauté traditionnelle » (masyarakat adat) est « une population autochtone de Papua qui vit sur un territoire et est liée et obéit à une certaine coutume dans un sentiment de forte solidarité entre ses membres » (article 1, alinéa p).
Un « autochtone » (orang asli) de Papua est « une personne originaire de la race mélanésienne constituée par les groupes ethniques (suku) originaires de la province de Papua et/ou une personne acceptée et reconnue par une communauté traditionnelle de Papua » (article 1, alinéa t).
« La province de Papua, en tant que partie de l’État unitaire de la République d’Indonésie, utilise le Rouge et Blanc comme drapeau d’État et l’Indonesia Raya comme hymne national » (article 2, alinéa 1).

### Personnalités papoues d'Indonésie

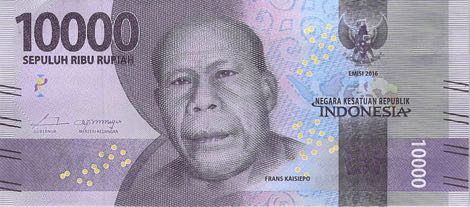
Portrait de Frans Kaisiepo sur un billet de banque indonésien.

Parmi les personnalités papoues d'Indonésie, on compte
- Theys Eluay (1937-2001), militant indépendantiste papou, assassiné ;
- Franzalbert Joku (1953-2019), diplomate pour le gouvernement indonésien ;
- Frans Kaisiepo (1921-1979), figure du mouvement anticolonial contre la présence néerlandaise, gouverneur de Papouasie, fait héros national d'Indonésie ;
- Viktor Kaisiëpo (1948-2010), militant pour l'auto-détermination de la Papouasie ;
- Kelly Kwalik (1955-2001), chef du mouvement séparatiste armé Organisation pour une Papouasie libre ;
- Victor Mambor (né en 1974), journaliste connu pour sa couverture du conflit en Papouasie ;
- Silas Papare (1918-1973), figure de la lutte contre la présence coloniale néerlandaise, fait héros national d'Indonésie ;
- Oktovianus Pogau (1992-2016), journaliste et militant indépendantiste papou ;
- Bukhtar Tabuni, militant indépendantiste papou.

## Culture

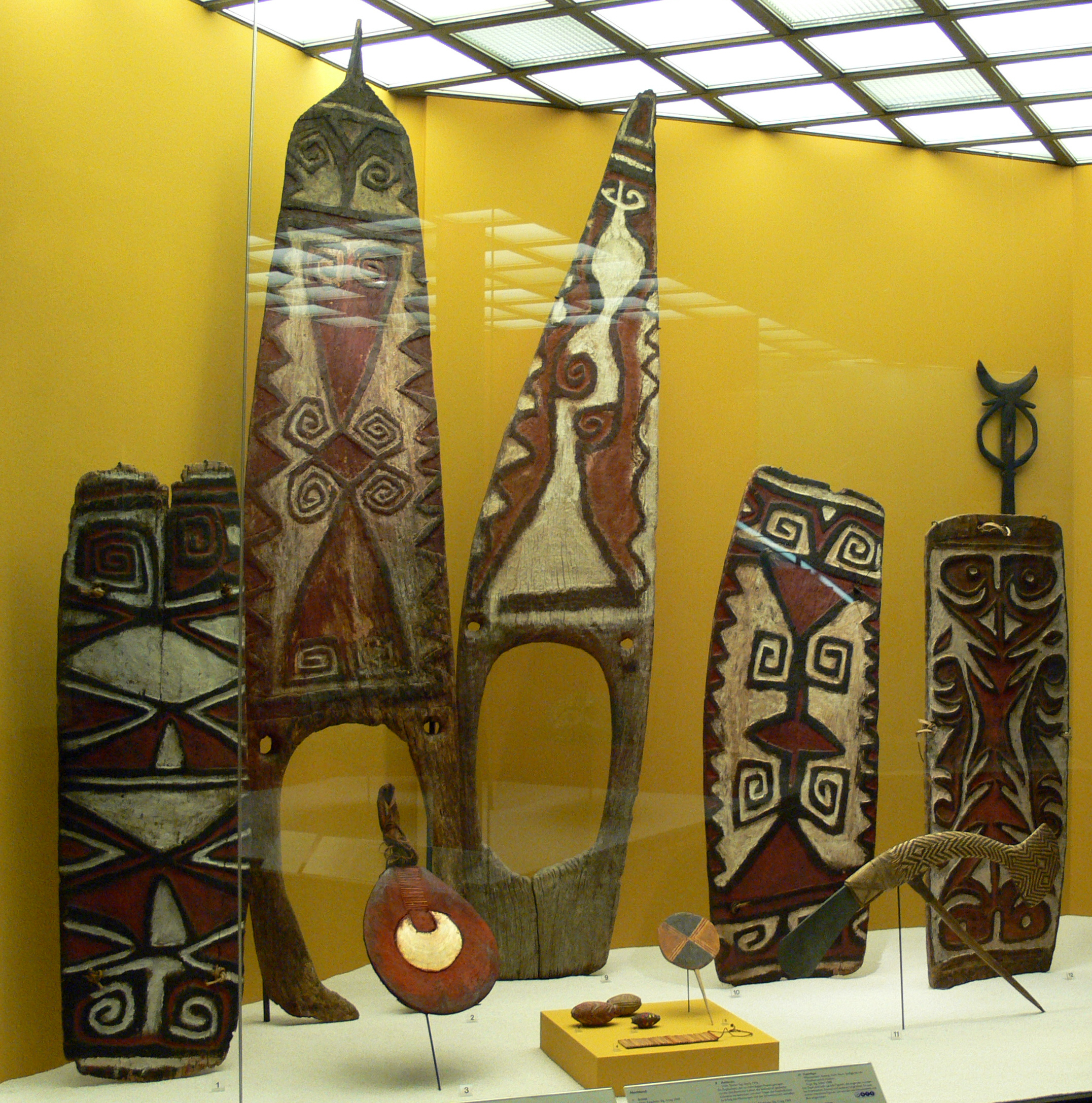
Objets décoratifs d'une maison, au musée ethnologique de Berlin.

La population actuelle de la Nouvelle-Guinée est d'environ 7 millions d'habitants. Elle est composée de près de 1 000 groupes différents parlant presque autant de langues distinctes qui se répartissent en deux familles, les langues papoues et les langues austronésiennes.
Cette distinction n'est pas uniquement linguistique. Les guerres entre groupes ont joué un rôle dans l'évolution de l'habitat, caractérisé par un habitat pour les hommes adultes séparé  de ces maisons familiales réservées aux femmes et aux enfants, pour permettre de se protéger contre les autres groupes.
L'échange de cochons entre groupes et les fêtes reposant sur le cochon sont un thème que les Papous partagent avec d'autres populations d'Asie du Sud-Est et d'Océanie. La plupart des sociétés papoues pratiquent l'agriculture, complétée par de la chasse et de la cueillette.
On admet donc généralement une division anthropologique, fondée sur des éléments archéologiques, linguistiques et génétiques, entre les Papous et des populations arrivées ultérieurement, il y a environ 3 500 ans, les Austronésiens. La grande diversité des populations autochtones de la Nouvelle-Guinée résulte des contacts plus ou moins intenses entre ces deux groupes, selon que les Papous vivaient sur le littoral ou dans les hautes terres de l'intérieur.

### L'agriculture
Un cliché souvent appliqué aux populations des hautes terres de l’intérieur de la Nouvelle-Guinée est de caractériser leur société comme étant « restée à l’âge de pierre ». On peut citer par exemple Rêve Papou d’Isabelle Micale (2008). Il est vrai que lorsque les Européens « découvrent » ces populations dans les années 1930, elles ne connaissaient pas les métaux. Cela dit, les Papous connaissent l’agriculture depuis au moins l’an 7000 avant notre ère. Il est même probable que l’agriculture est apparue dans les hautes terres de l’intérieur de la Nouvelle-Guinée à la même époque que dans d’autres parties du monde et cela, de façon indépendante.

### Les combats rituels
Autrefois, chaque village papou était maître d'un territoire interdit aux groupes voisins, sauf en cas d'alliance ou d'échanges ritualisés. Une violation de frontière entraînait une guerre coutumière où le nombre de victimes dans chaque camp devait s'équilibrer (dans le cas contraire, il existait un système de compensation en biens)[réf. nécessaire]. Interdits depuis 1962, ces combats rituels constituaient pour ces peuples des repères de leur identité. Aujourd'hui, à la chasse, les carabines ont remplacé les lances.

### La parure a une importance capitale
Sociétés fondées sur la compétition[réf. nécessaire], pour rivaliser de beauté et de prestige, les populations papoues des Hautes-Terres de Papouasie-Nouvelle-Guinée orientale attachent à la parure une importance capitale. Peintures faciales, coiffures somptueuses, bijoux en nacre composent le costume rituel des grandes cérémonies. Jadis, on perçait les cloisons nasales lors de rites d'initiation. Les peintures corporelles ne suffisent pas pour incarner le personnage du guerrier. Les guerriers cachent leur visage sous un masque de terreur pétri dans de l'argile. Les Lufa le noircissent au charbon de bois, l'auréolent de plumes de poule. Deux dents de porc sont fichées dans les narines. Certains groupes chimbu portent un casque en terre glaise hérissé de défenses en bambou, comme leurs doigtiers. Les peintures faciales masquent les traits naturels du visage. On distingue les hommes par des motifs clairs sur fond noir. Au fond de teint rouge qui évoque la fertilité, on reconnait un visage féminin. Croissant de nacre autour du cou, grand coquillage sur la poitrine, plumes de cacatoès dans les cheveux, fourrure de marsupial fixée avec des os, la jeune fille est prête à danser avec le guerrier dont elle apprécie la beauté. En signe de deuil, une femme, qui a perdu son mari, enduit son corps d'argile grise, couleur symbolisant la mort. C'est le rituel de l'anti-parure. La durée du deuil est déterminée par le temps de putréfaction du corps du défunt.

## Langues et peuples
Les langues parlées par les populations de la Nouvelle-Guinée appartiennent à deux familles distinctes, les langues austronésiennes et les langues papoues.
On trouve encore des langues papoues sur les îles Salomon, et des langues papoues isolées au milieu de langues austronésienne dans quelques îles de l'archipel indonésien : Alor, Halmahera, Pantar, Ternate, Tidore et Timor, dont la moitié orientale forme la République du Timor oriental.
Voici une liste de populations qualifiées de "papoues" :
- Anga
- Amungme
- Asmat
- Baining
- Baruya
- Bauzi
- Bilibil
- Chambri
- Damal ?
- Dani
- Ekari
- Etoro
- Fayu
- Fore
- Gadsup
- Gogodala
- Haroli
- Huli
- Kombai
- Korowai
- Kwoma
- Lani
- Maisin
- Marind
- Mek
- Mian
- Moni
- Motuan
- Mundugumors
- Ogea
- Orokaiva
- Sambia
- Sawi
- Swagap
- Tairora
- Telefol
- Tolai
- Toulambi
- Tsembaga Maring
- Urapmin
- Wiru
- Wolani / Wodani
- Wopkaimin
- Yali
- Zia

## Filmographie
- Le Ciel et la Boue, film documentaire (1961, 92 min) de Pierre-Dominique Gaisseau (1923-1997), traversée sud-nord de la Nouvelle-Guinée (en 1959-1960, sous contrôle néerlandais),
- First Contact (1983), de Bob Connolly et Robin Anderson : premier film de la trilogie documentaire The Highland Trilogy :  Joe Leahy's Neighbours (1989) et Black Harvest (1992), sur les premiers contacts filmés (depuis les années 1930) avec les Papous,
- La Mémoire des brumes[23] (1992, 53 min), de Luc-Henri Fage (1957-) et Arnoult Seveau[24], sur les pas de l'expédition Gaisseau, traversée sud-nord de la Nouvelle-Guinée (Irian Jaya, en 1990-1991, sous contrôle indonésien).
- Lever de drapeau papou filmé par un otage de Philippe Simon et Johan Van den Eyden, film documentaire, 51 min, Belgique, 2001. Lien vidéo sur dailymotion
- Stéphane Breton (réalisateur) (1959-)
  - 2001 : Eux et moi – film documentaire, produit par Serge Lalou, Les Films d'ici, diffusé sur Arte[25] (63 min – Nouvelle-Guinée).
  - 2003 : Le Ciel dans un jardin – film documentaire, produit par Serge Lalou, Les Films d'ici, diffusé sur Arte[26] (62 min – Nouvelle-Guinée).
- Stéphane Breton, Eux et moi (2001), Le Ciel dans un jardin (2003), Nuages apportant la nuit (2007)